# Monmouth (Oregon)
Monmouth (kiejtése: ˈmɒnməθ) az Amerikai Egyesült Államok északnyugati részén, Oregon állam Polk megyéjében elhelyezkedő város, a salemi statisztikai körzet része. A 2010. évi népszámlálási adatok alapján 9534 lakosa van.

## Története
A települést és a „keresztény egyház védelme alatt álló” főiskolát (Monmouth-i Egyetem, ma Nyugat-oregoni Egyetem) 1853-ban alapították. 2002-ig alkoholtilalom volt életben.

### Alkoholtilalom
A települést Elijah Davidson és családja alapította; 1854-ben több mint egy tucatnyi család költözött ide, sokuk egymással vagy Davidsonnal rokonságban állt. 1859 februárjában a vallásos közösség alkoholtilalmat vezetett be, amelyet a biztonság növelésével indokoltak.
A városba érkező kereskedők többször is próbálták feloldatni a tilalmat, ami egyesek szerint Monmouth egyediségét adja. A tilalomnak később egyre több ellenzője lett: szerintük a szabály csökkenti az ingatlanok értékét és gátolja a kereskedelmi szektor növekedését, azonban a támogatók szerint a feloldással elveszítenék az egyetemnek adományozott földterületet.
A kérdésről kétszer (1970-ben és 2002-ben) tartottak népszavazást, melynek következtében a tilalmat feloldották.

## Népesség
A 2010-es népszámláláskor a városnak 9534 lakója, 3247 háztartása és 1769 családja volt. A népsűrűség 1693,4 fő/km2. A lakóegységek száma 3450, sűrűségük 612,8 db/km2. A lakosok 82,8%-a fehér, 1,1%-a afroamerikai, 1,5%-a indián, 3,3%-a ázsiai, 0,6%-a a Csendes-óceáni szigetekről származik, 6,6%-a egyéb, 4,1%-a pedig kettő vagy több etnikumú. A spanyol vagy latino származásúak aránya 13,4% (   )
A háztartások 26,8%-ában élt 18 évnél fiatalabb. 41,8% házas, 9,4% egyedülálló nő, 3,3% egyedülálló férfi, 45,5% pedig nem család. 23,9% egyedül élt; 7,5%-uk 65 éves vagy idősebb. Egy háztartásban átlagosan 2,52 személy élt; a családok átlagmérete 3,07 fő.
A medián életkor 23,7 év volt. A város lakóinak 18,2%-a 18 évesnél fiatalabb, 34,9% 18 és 24 év közötti, 20,8%-uk 25 és 44 év közötti, 16,8%-uk 45 és 64 év közötti, 9,4%-uk pedig 65 éves vagy idősebb. A lakosok 47,9%-a férfi, 52,1%-a pedig nő.

## Oktatás
A település közoktatási intézményeinek fenntartója az Independence-szel közös tankerület.
Itt található a Nyugat-oregoni Egyetem.

## Fordítás
- Ez a szócikk részben vagy egészben  a   Monmouth, Oregon című angol Wikipédia-szócikk ezen változatának fordításán alapul.  Az eredeti cikk szerkesztőit annak laptörténete sorolja fel. Ez a jelzés csupán a megfogalmazás eredetét és a szerzői jogokat jelzi, nem szolgál a cikkben szereplő információk forrásmegjelöléseként.